# Ungheria ai Giochi della XX Olimpiade
L'Ungheria partecipò ai Giochi della XX Olimpiade che si sono svolti a Monaco di Baviera dal 26 agosto all'11 settembre 1972, con una delegazione di 232 atleti impegnati in 20 discipline per un totale di 134 competizioni. Il portabandiera fu il giavellottista Gergely Kulcsár, che nelle tre precedenti edizioni dei Giochi aveva conquistato altrettante medaglie.
Il bottino della squadra fu di trentacinque medaglie: sei d'oro, tredici d'argento e sedici di bronzo, che le valsero l'ottavo posto nel medagliere complessivo. L'Ungheria risultò prima nel medagliere della scherma, grazie alle vittorie nella spada individuale e a squadre, e seconda nel pentathlon moderno, dove all'argento della classifica a squadre si sommò l'oro di András Balczó nella gara individuale.

## Medaglie
| Medaglia | Nome | Sport              | Evento                         |
| -------- | --- | ------------------ | ------------------------------ |
| Oro      | Csaba Hegedűs | Lotta greco-romana | Pesi medi                      |
| Oro      | András Balczó | Pentathlon moderno | Classifica individuale         |
| Oro      | György Gedó | Pugilato           | Pesi mosca leggeri             |
| Oro      | Imre Földi | Sollevamento pesi  | Pesi gallo                     |
| Oro      | Csaba Fenyvesi | Scherma            | Spada individuale              |
| Oro      | Sándor Erdős Csaba Fenyvesi Győző Kulcsár István Osztrics Pál Schmitt | Scherma            | Spada a squadre                |
| Argento  | István Géczi Péter Vépi Miklós Páncsics Péter Juhász Lajos Szűcs Mihály Kozma Antal Dunai Lajos Kű Béla Váradi Ede Dunai László Bálint Lajos Kocsis Kálmán Tóth László Branikovics József Kovács Csaba Vidács Ádám Rothermel | Calcio             | Torneo maschile                |
| Argento  | Tamás Wichmann | Canoa/kayak        | C1 1000 metri                  |
| Argento  | József Deme János Rátkai | Canoa/kayak        | K2 1000 metri                  |
| Argento  | Andrea Gyarmati | Nuoto              | 100 dorso                      |
| Argento  | Ungheria | Pallanuoto         | Torneo maschile                |
| Argento  | András Balczó Zsigmond Villányi Pál Bakó | Pentathlon moderno | Classifica a squadre           |
| Argento  | László Orbán | Pugilato           | Pesi leggeri                   |
| Argento  | János Kajdi | Pugilato           | Pesi welter                    |
| Argento  | Jenő Kamuti | Scherma            | Fioretto maschile individuale  |
| Argento  | Péter Marót | Scherma            | Sciabola maschile individuale  |
| Argento  | Ildikó Bóbis | Scherma            | Fioretto femminile individuale |
| Argento  | Ildikó Bóbis Ildikó Rónay Ildikó Schwarczenberger Mária Szolnoki Ildikó Rejtő | Scherma            | Fioretto femminile a squadre   |
| Argento  | Lajos Szűcs | Sollevamento pesi  | Pesi mosca                     |
| Bronzo   | Géza Csapó | Canoa/kayak        | K1 1000 metri                  |
| Bronzo   | Anna Pfeffer | Canoa/kayak        | K1 500 metri                   |
| Bronzo   | Ilona Békési Mónika Császár Márta Kelemen Anikó Kéry Krisztina Medveczky Zsuzsanna Nagy | Ginnastica         | Concorso a squadre             |
| Bronzo   | Ferenc Kiss | Lotta greco-romana | Pesi massimi                   |
| Bronzo   | László Klinga | Lotta libera       | Pesi gallo                     |
| Bronzo   | Károly Bajkó | Lotta libera       | Pesi leggeri                   |
| Bronzo   | József Csatári | Lotta libera       | Pesi massimi                   |
| Bronzo   | András Hargitay | Nuoto              | 400 misti                      |
| Bronzo   | Andrea Gyarmati | Nuoto              | 100 farfalla                   |
| Bronzo   | András Botos | Pugilato           | Pesi piuma                     |
| Bronzo   | Gyözõ Kulcsár | Scherma            | Spada maschile individuale     |
| Bronzo   | Péter Marót Péter Bakonyi Pál Gerevich Tamás Kovács Tibor Pézsa | Scherma            | Sciabola maschile a squadre    |
| Bronzo   | Sándor Holczreiter | Sollevamento pesi  | Pesi mosca                     |
| Bronzo   | János Benedek | Sollevamento pesi  | Pesi piuma                     |
| Bronzo   | György Horváth | Sollevamento pesi  | Pesi massimi leggeri           |
| Bronzo   | Lajos Papp | Tiro               | Fucile libero 3 posizioni      |

## Risultati

### Pallanuoto
| Atleta | Classifica |                     |
| --- | --- | ------------------- |
| V · D · M Nazionale maschile ungherese di pallanuoto · Giochi olimpici - Monaco di Baviera 1972 Bodnár · Cservenyák · Görgényi · Faragó · Kásás · Konrád · Magas · Pócsik · Sárosi · Molnár · Szívós · CT : Béla Rajki | Argento |                     |
| Nazionale maschile ungherese di pallanuoto · Giochi olimpici - Monaco di Baviera 1972 | |                     |
| Bodnár · Cservenyák · Görgényi · Faragó · Kásás · Konrád · Magas · Pócsik · Sárosi · Molnár · Szívós · CT: Béla Rajki                                                                                                  | Bodnár · Cservenyák · Görgényi · Faragó · Kásás · Konrád · Magas · Pócsik · Sárosi · Molnár · Szívós · CT: Béla Rajki | Ungheria (bandiera) |